# Mulciber albosetosus
Mulciber albosetosus là một loài bọ cánh cứng trong họ Cerambycidae.